# Casey Jones (Tartarughe Ninja)
Arnold Bernid "Casey" Jones è un personaggio dei fumetti ideato da Kevin Eastman e Peter Laird nel 1985 e facente parte dell'universo narrativo delle Tartarughe Ninja. Nel corso degli anni è stato declinato in differenti media e sono numerose le versioni del personaggio. Elemento costante è l'essere un alleato dei protagonisti.

## Storia editoriale
(Kevin Eastman)
Casey Jones debutta all'interno dell'albo autoconclusivo Raffaello della miniserie Micro-Serie, realizzato da Eastman e Laird e pubblicato nell'aprile 1985.

## Biografia
Casey Jones è apparso in numerose serie a fumetti delle TMNT, di seguito le versioni più significative.
Mirage Studios
IDW Publishing

## Altri media

### Animazione
Casey appare in quasi tutti i prodotti animati:
- Tartarughe Ninja alla riscossa del 1987, doppiato da Pat Fraley in originale e da in italiano Orlando Mezzabotta (terza stagione) e Tony Fuochi (quinta stagione).
- Tartarughe Ninja del 2003 doppiato da Marc Thompson in originale e in italiano da Roger Mantovani. Marc Thompson doppia Casey anche nel film per la televisione del 2009 Turtles Forever.
- Nel film TMNT del 2007 doppiato da Chris Evans in originale e da Marco Vivio in italiano.
- Teenage Mutant Ninja Turtles - Tartarughe Ninja del 2012 doppiato da Josh Peck e da Manuel Meli in italiano.
- In Il destino delle Tartarughe Ninja - Il film del 2022, seguito della serie Rise of the Teenage Mutant Ninja Turtles - Il destino delle Tartarughe Ninja del 2018, è doppiato da Haley Joel Osment in originale e da Alessio Ward in italiano.

### Film
- Elias Koteas interpreta Casey Jones nel film Tartarughe Ninja alla riscossa del 1990 e nel suo seguito Tartarughe Ninja III del 1993.
- Stephen Amell interpreta il personaggio nel film Tartarughe Ninja - Fuori dall'ombra del 2016.

### Videogiochi
Casey appare in diversi videogiochi dedicati alle Tartarughe Ninja:
- Teenage Mutant Ninja Turtles: Manhattan Missions (1991) in un ruolo di supporto.
- Teenage Mutant Ninja Turtles: Tournament Fighters (1993) come personaggio giocabile.
- Teenage Mutant Ninja Turtles (2003) come boss e personaggio sbloccabile.
- Teenage Mutant Ninja Turtles 2: Battle Nexus (2004) come costume alternativo sbloccabile di Raffaello.
- In Teenage Mutant Ninja Turtles 3: Mutant Nightmare (2005) appare come personaggio non giocabile.
- TMNT: Mutant Melee (2005) come personaggio giocabile.
- Teenage Mutant Ninja Turtles: Smash-Up (2009) come personaggio giocabile doppiato da Marc Thompson[2].
- Teenage Mutant Ninja Turtles: Danger of the Ooze (2014) appare come personaggio non giocabile doppiato da Josh Peck[2].
- Teenage Mutant Ninja Turtles: Shredder's Revenge (2022) come personaggio giocabile doppiato da Darren Worts[3][2].
- Teenage Mutant Ninja Turtles: Splintered Fate (2023) come personaggio giocabile nel DLC Junkyard Jam, doppiato da Ben Lepley[4][2].

### Merchandise
Come i protagonisti, Casey ha diverse action figures e statuette dedicate.